# Jeannine Michaelsen

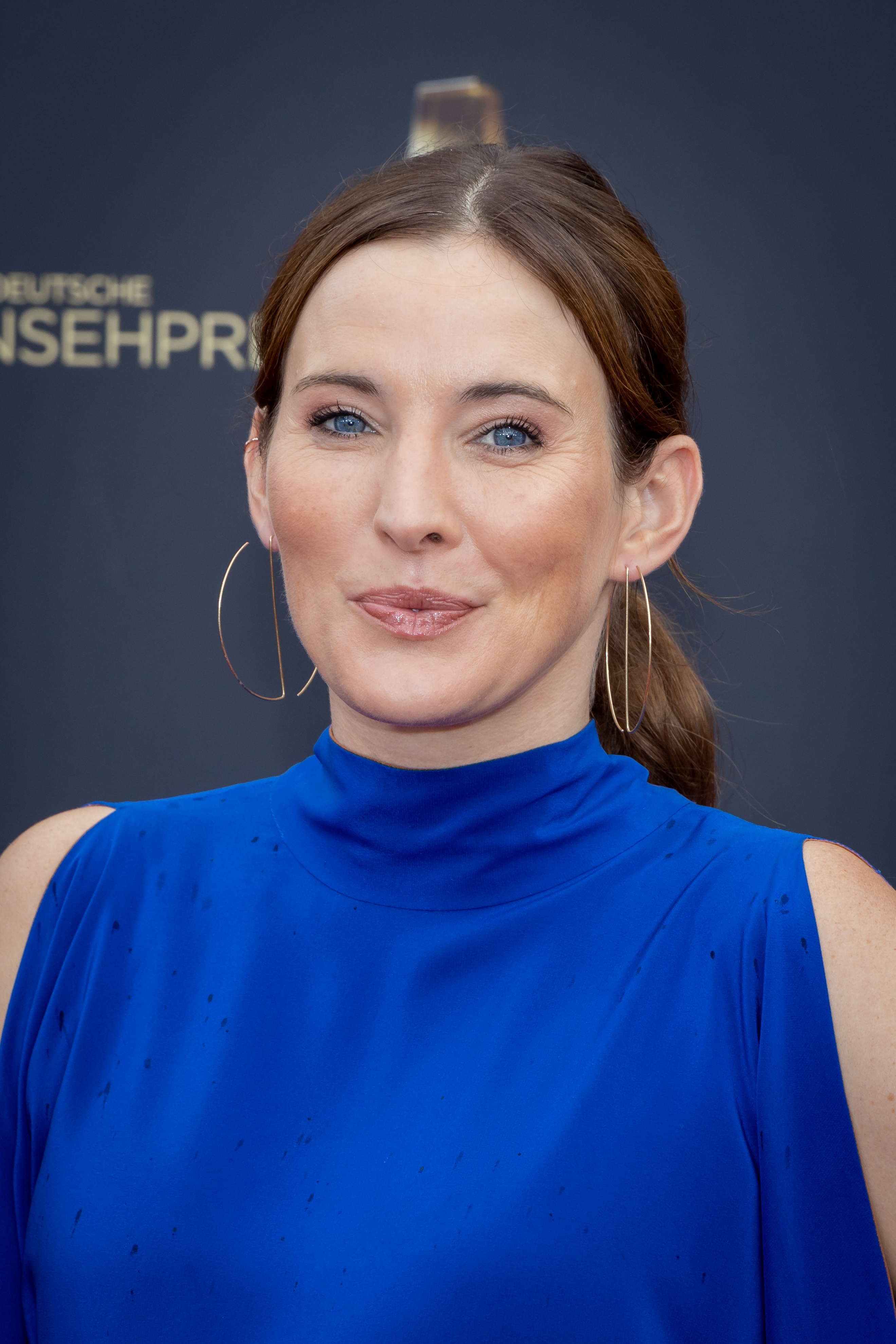
Jeannine Michaelsen (2022)

Jeannine Michaelsen (* 23. Dezember 1981 in Troisdorf) ist eine deutsche Fernseh- und Radiomoderatorin, Bühnenkünstlerin, Musicaldarstellerin sowie Schauspielerin.

## Leben und Karriere
Jeannine Michaelsen wuchs in der Umgebung von Königswinter im Siebengebirge auf. Nach dem Abitur am dortigen Gymnasium am Oelberg begann sie 2001 an der Bühnenfachschule in Hamburg eine Ausbildung in Tanz, Gesang und Schauspiel, die sie 2004 als Diplom-Bühnendarstellerin mit Auszeichnung abschloss.
Anschließend hatte Michaelsen verschiedene Schauspielengagements im Fernsehen oder bei Musicals, darunter 2007/08 eine Hauptrolle in dem Musical Westerland im Delphi Showpalast in Hamburg. Bekannter wurde sie ab 2008 als Moderatorin der Internet-Fernsehsendung Ehrensenf. Seitdem moderierte sie verschiedene Fernsehsendungen, unter anderem von 2011 bis 2013 das Wissensmagazin X:enius des deutsch-französischen Kultursenders Arte. Von April 2012 bis Februar 2013 ko-moderierte sie mit Wolf-Christian Ulrich die Sendung log in im Spartensender ZDFinfo. Zu sehen war sie dort in der Sendung Sport Xtreme, in der sie mit prominenten Athleten verschiedener Extremsportarten Interviews führte und diese auch selbst ausprobierte. Während der Fußball-Europameisterschaft 2012 berichtete sie für das ZDF vom Ostseestrand auf Usedom.
Seit 2012 moderiert sie die Sendung Joko gegen Klaas – Das Duell um die Welt, die 2012 sowohl für den Deutschen Fernsehpreis als auch die Rose d’Or nominiert war. Seit Mai 2013 führt sie zusammen mit Simon Beeck alle vier Wochen beim Radiosender 1 Live durch die Nachmittagssendung. 2013 und 2014 moderierte sie zudem die Night of the Raging Bulls.
Im Januar 2014 moderierte sie zusammen mit Elton auf ProSieben und Sat.1 die Unterhaltungsshow Millionärswahl. Von 2014 bis 2018 moderierte Michaelsen auf VOX die im Anschluss von Sing meinen Song – Das Tauschkonzert ausgestrahlten Dokumentationen Die Künstlerstory.
Im Februar 2015 moderierte sie mit Pierre M. Krause und Philipp Walulis die Sendung Die Fernseher – Willkommen im TV-Wahnsinn. Im Dezember desselben Jahres nahm sie an der Show Das Duell um die Welt teil. Von 2015 bis 2017 moderierte sie zusammen mit Annie Hoffmann die Show Ponyhof auf TNT Comedy (ehemals TNT Glitz). Von 2015 bis 2018 moderierte sie auch die ProSieben-Show Teamwork – Spiel mit deinem Star.
Von 2016 bis 2019 moderierte sie zudem die ProSieben-Unterhaltungssendung Die beste Show der Welt. 2017 hatte sie einen Auftritt als Teilnehmerin bei der Sat.1-Kochshow The Taste – Promis am Löffel.
2019 moderierte sie zusammen mit Steven Gätjen die Verleihung der Goldenen Kamera im ZDF. Im Frühjahr 2022 nahm sie als „Brilli“ an der sechsten Staffel von The Masked Singer teil und schied als erste von zehn Teilnehmern in Episode 1 aus. Bei der Stand-up-Mix-Show Funny Bones von Carolin Kebekus wirkte sie 2023 mit.
Michaelsen lebt in Köln und hat eine Tochter (* 2009).
Seit 2023 tourt sie mit ihrer eigenen Bühnenshow durch Deutschland.

## Filmografie
- 2018: Kroymann (Fernsehserie, 1 Folge)
- 2020: Dunkelstadt (Fernsehserie, 1 Folge)
- 2024: Für immer Freibad (Fernsehfilm)

## Moderationen

### Fernsehen
- 2011–2013: X:enius, ARTE
- 2011: ZDFneo-TVLab: Liebe auf Speed, ZDFneo
- 2011–2014: Sport Xtreme, ZDFinfo
- seit 2012: Joko gegen Klaas – Das Duell um die Welt, ProSieben
- 2012–2013: log in, ZDFinfo
- 2013–2014: Neo Magazin Royale, ZDFneo
- 2014–2018: Sing meinen Song – Das Tauschkonzert „Die Künstlerstory“, VOX
- 2015–2018: Teamwork – Spiel mit deinem Star, ProSieben
- 2015–2017: Ponyhof, TNT Comedy (damaliger Name des Senders: „TNT Glitz“)
- seit 2015: Gastmoderationen Die beste Klasse Deutschlands, KiKA
- 2016–2019: Die beste Show der Welt, ProSieben
- 2019: My Hit. Your Song., ProSieben
- 2020: Die Show mit dem Sortieren, ProSieben
- 2022: Schlag den Star, ProSieben
- seit 2023: Wir gegen die! Die Kebekus Geschwister Show, ProSieben

Einmalige Einsätze
- 2014: Millionärswahl, ProSieben/Sat.1 – zusammen mit Elton
- 2015: Die Fernseher, Das Erste – zusammen mit Philipp Walulis und Pierre M. Krause
- 2016: Risky Quiz, ProSieben
- 2018: Kroymann, Das Erste
- 2019: Verleihung der Goldenen Kamera 2019, ZDF – zusammen mit Steven Gätjen
- 2019–2021: Joko & Klaas gegen ProSieben, ProSieben (4 Gastauftritte)
- 2020: Die Carolin Kebekus Show, Folge 6, ARD (WDR für das Erste)
- 2022: The Masked Singer (ProSieben)
- 2022: Mälzer und Henssler liefern ab! (Gästin, Vox)
- 2024: Gefragt – Gejagt Prominenten-Special,  Teilnehmerin ARD

### Events
- 2013: Verleihung der 1 Live Krone
- 2013: Internationale Filmfestspiele Berlin 2013, Wettbewerbsvorstellungen
- 2014: Verleihung der 1 Live Krone
- 2014: Internationale Filmfestspiele Berlin 2014, Wettbewerbsvorstellungen
- 2015: Internationale Filmfestspiele Berlin 2015, Wettbewerbsvorstellungen
- 2017: “Meet the Teams”, Media Convention Berlin
- 2017: Verleihung des Grimme Online Award
- 2024: Verleihung der 1 Live Krone

### Radio
- 2013–2015: 1 LIVE mit Beeck und Michaelsen, 1 Live

Podcast
- 2017: the end #7 – Jeannine Michaelsen[11]
- 2019: TALK-O-MAT #33 – Jeannine Michaelsen und Fatoni[12]
- 2021: Unter Dry – Schnell, geil und billig mit Jeannine Michaelsen[13]
- seit 2021: Keine zwei Männer – mit Mariella Tripke[14]
- seit 2022: Die Podcast Games – mit variierenden Gästen[15]

### Internet-TV
- 2008–2011: Ehrensenf
- 2011–2014 EA Sports TV, EA Sports
- 2012–2014: Tape TV „musicmix“
- 2017: Rocket Beans TV: "Final Table - Pokern bei den Rocket Beans" (2. Platz)
- 2018: Ultimate Beastmaster
- 2025: Red Bull Jump & Run[16]

## Nominierungen und Auszeichnungen
- 2016: Deutscher Fernsehpreis mit Joko gegen Klaas – Das Duell um die Welt in der Kategorie Beste Unterhaltung Primetime
- 2017: Nominierung für den Grimme-Preis mit Die beste Show der Welt
- 2017: Nominierung für den Deutschen Fernsehpreis in der Kategorie Beste Moderation Unterhaltung
- 2017: Deutscher Fernsehpreis für Die beste Show der Welt in der Kategorie Beste Unterhaltung Primetime[17]